# Dermestes haemorrhoidalis
Dermestes haemorrhoidalis es una especie de escarabajo de piel del género Dermestes, tribu Dermestini, subfamilia Dermestinae. Fue descrita por Küster en 1852.

## Descripción
Mide 6-9,5 mm de longitud.

## Distribución y hábitat
Se distribuye por Japón, Estados Unidos, Finlandia, Nueva Zelanda, Chequia, Afganistán, Argentina, Bélgica, Rusia, Dinamarca, Suiza, Reino Unido, Países Bajos, Suecia, Sudáfrica, Australia, Alemania, Francia y Noruega.